# こじらせて屋上
『こじらせて屋上』（ - おくじょう）は、2022年から公開されている日本の短編映画のシリーズ。制作はJiGiY works。「屋上」というワン・シチュエーションの中で繰り広げられる2人の女性の会話劇が描かれている。

## 『こじらせて屋上』
『こじらせて屋上』（ - おくじょう）は、2022年公開の日本の短編映画。監督は安田真奈。主演は渡辺綾子と坪内花菜。

### 概要
『幸福のスイッチ』（2006年・日本映画批評家大賞特別女性監督賞）を手掛けたことで知られる安田真奈監督による短編映画。安田監督と主演の坪内花菜は、前作『あした、授業参観いくから。』（片岡礼子主演）以来のタッグとなる。

### キャスト
アヤコ
演 - 渡辺綾子
ハナ
演 - 坪内花菜

### スタッフ
- 監督・脚本：安田真奈
- 撮影・編集：武村敏弘
- 照明：古川昌輝
- 録音・整音：上野祥
- 演出補：北川ナオト
- 音楽：ミキクワカド(踊る!ディスコ室町)
- 助監督：板野侑衣子
- 製作：武村敏弘
- 協力：ふたば学舎、テアトルアカデミー

## 『煙とウララ』
『煙とウララ』（英題：Smoke of Spring）は、2022年公開の日本の短編映画。監督は板野侑衣子。主演は渡辺綾子と岸本華和。

### 概要
『こじらせて屋上』で助監督を務めた板野侑衣子監督による短編作品。主演は前作に引き続き渡辺綾子が務める。
製作にあたって「MOTION GALLERY」上にてクラウドファンディングが実施され、目標達成率の180％にあたる110万円の資金調達を成功させた。
田辺・弁慶映画祭で受賞を果たした板野監督の前作『魚の目』とあわせて、テアトル新宿ほか東京テアトル系2館で劇場公開される。

### ストーリー
自分の出身校が廃校になってしまったアオイは、そこを会場に行われた街コンに参加する。しかし、気疲れしてしまい途中で街コンを抜け出し、学校の屋上で思いふけっていたが……。

### キャスト
アオイ
演 - 渡辺綾子
ウララ
演 - 岸本華和

### スタッフ
- 監督・脚本・編集：板野侑衣子
- 撮影・編集：武村敏弘
- 照明：古川昌輝
- 録音・整音：上野祥
- 演出補：向田優
- 美術：西郷希穂
- ヘアメイク：曾根志乃
- 制作：園部真子
- 音楽：ミキクワカド(踊る!ディスコ室町)
- デザインワークス：織部雷
- 助監督：久保朝香
- 製作：熊谷宏彰、森孝史
- 協力：ふたば学舎、テアトルアカデミー